# Basilique Saint-Vincent-Martyr de Cordoue
La basilique Saint-Vincent-Martyr est une basilique catholique construite en mémoire de Vincent de Saragosse au VIe siècle, au lieu qu'occupe l'actuelle cathédrale de Cordoue.

## Description
Par sa situation, elle acquit peu à peu de l'importance et devient le siège épiscopal.
Après l'invasion islamique de la péninsule Ibérique, en l'an 714, Musa ibn Nusair partagea la basilique, dans le pacte de capitulation, en partie dédiée au culte islamique, en partie au culte chrétien, tant que les tributs exigés sont payés (statut de Dhimmi). En 748, entre les conflits entre yéménites et muladi, les autorités musulmanes employèrent la partie chrétienne pour le jugement et la condamnation des chefs yéménites. 
Elle fut démolie en 768.
En l'an 786, les musulmans construisirent une mosquée sur les ruines de la cathédrale wisigothique Saint-Vincent-Martyr, principale église de la cité, en réutilisant une partie des matériaux de celle-ci, notamment l'ensemble des colonnes intérieures que l'ont voit aujourd'hui.
Entre 1931 et 1936, l'architecte Félix Hernández Giménez, conservateur de la cathédrale, réalisa une série d'excavations archéologiques dans la partie la plus ancienne de la salle de prière, grâce à laquelle furent récupérés des mosaïques, colonnes et piliers. Certains de ces restes sont exposés au musée de San Clemente attenant à l'actuelle cathédrale. Au sein même de la cathédrale certains vestiges sont visibles au travers d'un sol transparent.

## Localisation
Il existe des doutes autour de cette basilique wisigothe,.
Pour l'archéologue Raimundo Ortiz, si les restes retrouvés sous la mosquée sont d'origine chrétienne mais ne correspondent pas à une basilique ou à un complexe épiscopal. Les fondations du complexe épiscopal furent retrouvées en 2021 sous le patio des orangers.